# Kyjevská jaderná elektrárna
Kyjevská jaderná elektrárna (ukrajinsky Київська АЕC/АТЕЦ, rusky Киевская АЭС/АТЭЦ) byla plánovanou jadernou elektrárnou na Ukrajině. Měla ležet poblíž dnes již neexistující vesnice Otašiv v Kyjevské oblasti a měla se tak stát třetí jadernou elektrárnou v Kyjevské oblasti, hned po Černobylské jaderné elektrárně II. Elektrárna měla zároveň poskytovat teplo přilehlým městům. Projekt elektrárny byl zrušen v roce 1986 po havárii v Černobylu.

## Historie a technické informace
Elektrárna byla poprvé projednávána na začátku 80. let 20. století. Důvod, proč měla být postavena právě jaderná elektrárna s odběrem tepla je takový, že západ Sovětského svazu byl v zásobování konvenčními palivy v horší situaci než Ural a východní oblasti. Aby se tato paliva ušetřila, bylo navrženo teplo a elektrickou energii poskytovat prostřednictvím jaderných elektráren, které pro provoz vyžadují uran.
Instalovány měly být dva reaktory VVER-1000 se speciální turbínou, která umožní odebírání tepla z páry pro dodávky tepla do přilehlých měst v Kyjevské oblasti prostřednictvím potrubí. Oba reaktory měly disponovat hrubým elektrickým výkonem 950 MW a čistým výkonem 900 MW. Elektřina u těchto typů reaktorů měla představovat pouze vedlejší, avšak nezanedbatelný produkt.
Kyjevská jaderná elektrárna měla být třetí komerční jadernou elektrárnou v Kyjevské oblasti. Její výstavba měla pravděpodobně probíhat souběžně s výstavbou Černobylské jaderné elektrárny II, ale oba tyto projekty nikdy příliš nepokročily, proto je toto tvrzení zpochybnitelné.

### Zrušení projektu
Projekt elektrárny se však nikdy příliš neposunul, protože v dubnu 1986 došlo k havárii v Černobylu a postoj k jaderné energetice v Sovětském svazu i mimo něj se velmi rychle změnil. Navíc byla elektrárna příliš blízko kontaminovanému území. Na konci 80. let navíc země procházela těžkými ekonomickými problémy. Z tohoto důvodu byl projekt jaderné elektrárny poskytující teplo v Kyjevské oblasti v roce 1986 zrušen, stejně jako podobné projekty, například Minská jaderná elektrárna a Sverdlovská jaderná elektrárna, které byly zrušeny na konci 80. let.

## Informace o reaktorech
| Reaktor | Typ reaktoru | Výkon  | Výkon  | Zahájení výstavby                   | Připojení k síti                    | Uvedení do provozu                  | Uzavření |
| Reaktor | Typ reaktoru | Čistý  | Hrubý  | Zahájení výstavby                   | Připojení k síti                    | Uvedení do provozu                  | Uzavření |
| ------- | ------------ | ------ | ------ | ----------------------------------- | ----------------------------------- | ----------------------------------- | -------- |
| Kyjev-1 | VVER-1000    | 900 MW | 950 MW | Plán na výstavbu zrušen v roce 1986 | Plán na výstavbu zrušen v roce 1986 | Plán na výstavbu zrušen v roce 1986 |          |
| Kyjev-2 | VVER-1000    | 900 MW | 950 MW | Plán na výstavbu zrušen v roce 1986 | Plán na výstavbu zrušen v roce 1986 | Plán na výstavbu zrušen v roce 1986 |          |